# BS松竹東急
BS松竹東急，2020年成立之日本衛星電視台，主要業務為BS數位放送，2022年3月26日正式開播，由松竹與東急兩大集團合資開設。

## 成立沿革
2019年5月20日，總務省公布，正式接獲松竹廣播公司（松竹ブロードキャスティング）與東急之合資公司所提出之經營衛星廣播牌照申請。9月9日，總務省通過此申請。同年11月29日，總務省正式發放衛星骨干广播电视業務的營業登記證。
2022年3月26日，BS松竹東急正式開播，同一時期開播的另外兩個BS電視台是BS吉本和BSJapanext。
2025年3月31日，由于松竹集团退出BS卫星电视广播事业，频道宣布将于同年6月30日停播。但之後因JCOM出資，頻道得以在7月後繼續播出，並更名為J:COM BS。

## 經營特色
以播出松竹電影旗下所上映的電影、松竹之歌舞伎及舞台劇等日本傳統藝能表演，與原創電視劇等三大種類為主；另以新闻资讯、紀錄片、體育賽事為輔所構成之主要節目內容。

## 播出節目

### 單集紀念劇
- 開播紀念特別企划SP《夜裡盤腿坐～姐姐、弟弟與我》[7][8][9]

播出日期：2022年4月
出演：井上真央、尾野真千子
編劇、導演：野尻克己
原作：長嶋有

### 連續劇
- 週六電視劇《家電侍》[10]

播出日期：2022年4月2日
出演：瀧藤賢一
導演：西古屋龍太
原案：濱谷晃一
- 週一電視劇《いぶり暮らし》

播出日期：2022年4月4日
出演：志田未來、泉澤祐希
導演：半田健、富田和成、伊藤祥、祖山聰、水落拓平
原案：大島千春《いぶり暮らし》

## 外部連結
- BS松竹東急 （页面存档备份，存于）
- BS松竹東急的X（前Twitter）
- 官方YouTube頻道 （页面存档备份，存于）